# 国鉄9050形蒸気機関車

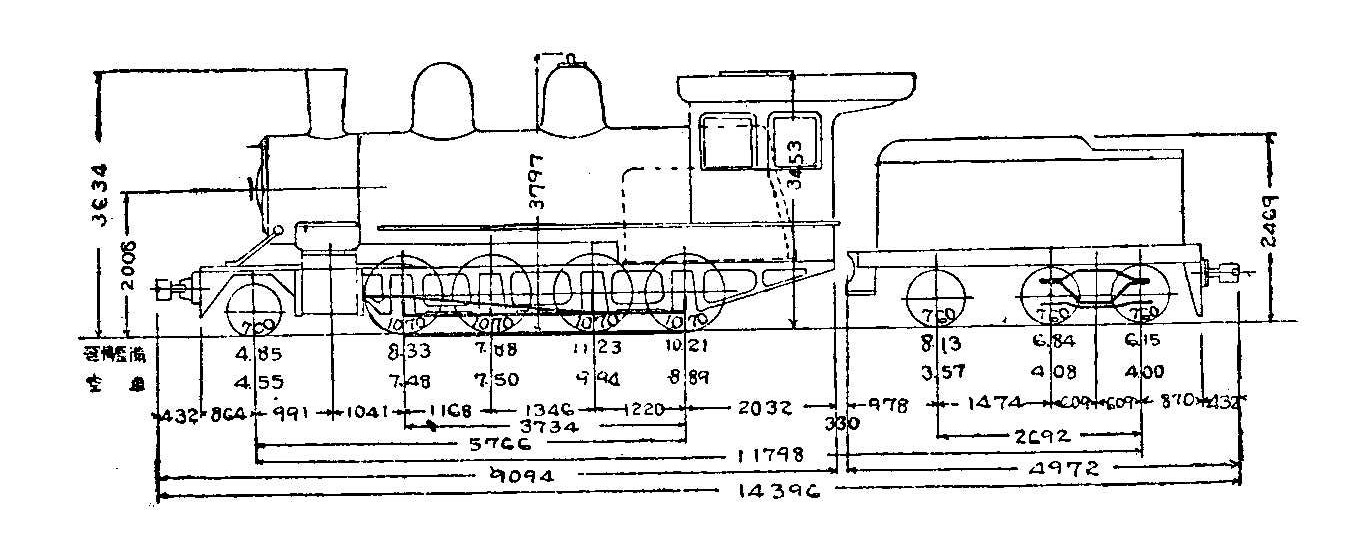
形式図

9050形は、北海道炭礦鉄道が発注し、日本国有鉄道（国鉄）の前身である鉄道院、鉄道省に引き継がれたテンダー式蒸気機関車である。

## 概要
9050形は、9000形系列の小型コンソリデーションで、こちらはアメリカン・ロコモティブ社（アルコ）、ピッツバーグ工場製である。1907年（明治40年）に26両（製造番号 44551 - 44576）が輸入されたが、到着時には発注者である北海道炭礦鉄道は国有化されており、直接官設鉄道に編入された。メーカーの記録では、北海道炭礦鉄道が発注したものとされるが、1908年（明治41年）の鉄道年報ではそのうちの6両が「石狩石炭会社からの購入」と記されており、北海道炭礦鉄道国有化の対象からも外れていた。しかしながら、これらが輸入され、組立てられた直後から使用されていたのは確認されており、国有化の際に宙に浮いた格好になった6両は、輸入を取扱った三井物産から一旦石狩石炭の所有になり、その上で官設鉄道に納入されたものと推定されている。
形態的には、砂箱が蒸気ドームと煙突の間に1個、運転室の床面も高められており、9000形、9030形に比べて洗練されている。ピッツバーグ工場製であるが、アルコ統合後しばらく経ってからの製品であり、デザイン上のピッツバーグ色は薄く、アルコ成立の中心となったスケネクタディ色が強い。9000形・9030形の「小コン」に対して「新コン」（新型コンソリデーション）と愛称された。

### 主要諸元
- 全長: 14,395mm
- 全高: 3,642mm
- 軌間: 1,067mm
- 車軸配置: 2-8-0(1D)
- 動輪直径: 1067mm(3'6")
- 弁装置: スティーブンソン式アメリカ形
- シリンダー（直径×行程）: 406mm×508mm
- ボイラー圧力: 11.3kg/cm2[1]
- 火格子面積: 1.57m2
- 全伝熱面積: 99.0m2
  - 煙管蒸発伝熱面積: 90.7m2
  - 火室蒸発伝熱面積: 8.3m2
- ボイラー水容量: 3.8m3
- 小煙管（直径×長サ×数）: 51mm×3,505mm×162本
- 機関車運転整備重量: 42.50t
- 機関車空車重量: 38.36t
- 機関車動輪上重量（運転整備時）: 37.65t
- 機関車動輪軸重（最大・第3動輪上）: 11.23t
- 炭水車運転整備重量: 21.12t
- 炭水車空車重量: 11.65t
- 水タンク容量: 7.6m3
- 燃料積載量: 1.99t

### 経歴
北海道炭礦鉄道国有化後の納入となったが、しばらくは予定番号のまま100 - 125として使用された。先述の石狩石炭からの6両は、116 - 121である。1909年（明治42年）に制定された鉄道院の車両形式称号規程では、9050形（9050 - 9075）に改められている。
配置は夕張地区および室蘭地区で、後に滝川や岩見沢に移った。入換用としては、室蘭、苗穂、釧路などである。1937年（昭和12年）12月から1938年（昭和13年）11月にかけて、陸軍の要請により全車が供出され、苗穂、釧路、土崎、郡山、長野の各工場で1m軌間に改造のうえ中国（華北交通）の正太（チョンタイ）鉄路に送られた。軸重が軽く、まとまった両数があったがゆえの抜擢であったが、太平洋戦争後、帰還したものは1両もない。

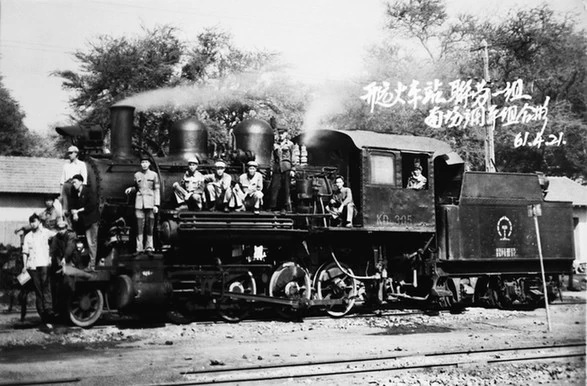
中国鉄道 KD51 蒸気機関車

中国語版の記載によれば、戦後華北交通のソリA形から最終的にKD51形へ改称され、昆河線で1台が1961年より後まで運用されていたと推測されており、またこれとは別に柳州铁路局の南寧機務段に1962年まで1台のKD51が在籍していた。